# Slowaaks voetbalelftal in 1944
Het Slowaaks voetbalelftal speelde één officiële interland in het oorlogsjaar 1944. Van 1939 tot en met 1944 was het land onder de naam Slowaakse Republiek formeel een zelfstandige natie, maar in de praktijk een satellietstaat van nazi-Duitsland.

## Balans
| Wedstrijden | Wedstrijden | Wedstrijden | Wedstrijden | Doelpunten | Doelpunten | Doelpunten | Punten |
| Gespeeld    | Winst       | Gelijk      | Verlies     | Voor       | Tegen      | Saldo      | Punten |
| ----------- | ----------- | ----------- | ----------- | ---------- | ---------- | ---------- | ------ |
| 1           | 0           | 0           | 1           | 3          | 7          | –4         | 0.000  |

## Interlands
|                                                   | |       |                                                  | |
| 9 april Vriendschappelijk № 16 «onderlinge duels» | Kroatië | 7 – 3 | Slowakije                                        | Stadion Concordije na Tratinskoj cesti, Zagreb Toeschouwers: 8.000 Scheidsrechter: Johann Brandweiner (GER) |
| 9 april Vriendschappelijk № 16 «onderlinge duels» | Franjo Wölfl 8' Franjo Wölfl 19' Anton Lokošek 27' Zvonimir Cimermančić 31' August Lešnik 37' August Lešnik 70' Franjo Wölfl 76' |       | 25' Ján Arpáš 47' (pen.) Ján Arpáš 88' Ján Arpáš | Stadion Concordije na Tratinskoj cesti, Zagreb Toeschouwers: 8.000 Scheidsrechter: Johann Brandweiner (GER) |

| Július Tomanovič | 1920-01-21 | ŠK Bratislava  | 1 | 0 | 0 | 1  | 0 |
| Verdediging      |            |                |   |   |   |    |   |
| Jozef Bielek     | 1919-01-16 | OAP Bratislava | 1 | 0 | 0 | 8  | 0 |
| Štefan Stankovič | 1918-09-15 | OAP Bratislava | 1 | 0 | 0 | 3  | 0 |
| Viliam Vanák     | 1915-08-06 | OAP Bratislava | 1 | 0 | 0 | 12 | 0 |
| Middenveld       |            |                |   |   |   |    |   |
| Ján Arpáš        | 1918-11-08 | ŠK Bratislava  | 1 | 0 | 3 | 12 | 4 |
| Jozef Bačkor     | 1919-11-07 | ŠK Bratislava  | 1 | 0 | 0 | 1  | 0 |
| Jozef Karel      | 1922-09-13 | ŠK Bratislava  | 0 | 1 | 0 | 1  | 0 |
| Aanval           |            |                |   |   |   |    |   |
| František Bolček | 1920-01-27 | TSS Trnava     | 1 | 0 | 0 | 13 | 5 |
| Jozef Luknár     | 1915-01-15 | ŠK Bratislava  | 1 | 0 | 0 | 9  | 4 |
| Ján Podhradský   | 1917-08-31 | ŠK Bratislava  | 1 | 0 | 0 | 4  | 1 |
| Viktor Tegelhoff | 1918-12-22 | ŠK Bratislava  | 1 | 0 | 0 | 3  | 0 |
| Ľudovít Venutti  | 1920-10-11 | ŠK Bratislava  | 1 | 0 | 0 | 3  | 0 |

SFZ · A-internationals · Bondscoaches · Statistieken · Slowaaks vrouwenelftal · Olympisch elftal · Slowakije U21 · Slowakije U20 · Slowakije U19 · Slowakije U18 · Slowakije U17 · Slowakije U16
1939 – 1944 · 1992 – 1999 · 2000 – 2009 · 2010 – 2019 · 2020 − 2029
EK's: 2016 · 2020 · 2024
WK's: 2010
OS: 2000
1939 · 1940 · 1941 · 1942 · 1943 · 1944 · 1945–1991 · 1992 · 1993 · 1994 · 1995 · 1996 · 1997 · 1998 · 1999 · 2000 · 2001 · 2002 · 2003 · 2004 · 2005 · 2006 · 2007 · 2008 · 2009 · 2010 · 2011 · 2012 · 2013 · 2014 · 2015 · 2016 · 2017 · 2018 · 2019 · 2020 · 2021
Algerije · 
Andorra · 
Argentinië ·
Armenië · 
Australië · 
Azerbeidzjan · 
België · 
Bolivia · 
Bosnië en Herzegovina · 
Brazilië · 
Bulgarije · 
Chili · 
Colombia · 
Costa Rica · 
Cyprus · 
Denemarken · 
Duitsland · 
Egypte · 
Engeland · 
Estland · 
Faeröer · 
 Finland · 
Frankrijk · 
Georgië · 
Gibraltar · 
Griekenland · 
Guatemala · 
Hongarije · 
Ierland · 
IJsland · 
Iran · 
Israël · 
Italië · 
Japan · 
Joegoslavië · 
Jordanië · 
Kameroen · 
Kazachstan ·
Koeweit ·
Kroatië · 
Letland · 
Libanon ·
Liechtenstein · 
Litouwen ·
Luxemburg · 
Malta · 
Marokko · 
Mexico ·
Moldavië · 
Montenegro ·
Nederland · 
Nieuw-Zeeland · 
Noord-Ierland ·
Noord-Macedonië ·
Noorwegen ·
Oeganda · 
Oekraïne · 
Oezbekistan · 
Oostenrijk · 
Paraguay · 
Peru · 
Polen · 
Portugal · 
Roemenië · 
Rusland · 
San Marino · 
Saoedi-Arabië · 
Schotland · 
Servië en Montenegro ·
Slovenië · 
Spanje · 
Thailand · 
Tsjechië · 
Turkije · 
Verenigde Arabische Emiraten · 
Verenigde Staten · 
Wales · 
Wit-Rusland · 
Zuid-Korea · 
Zweden · 
Zwitserland
Engeland (2016) ·
Nieuw-Zeeland (2010) · 
Polen (2021) · 
Rusland (2016) · 
Spanje (2021) · 
Wales (2016) · 
Zweden (2021)